# Скорбященский монастырь (Хмелево)
Скорбя́щенский монасты́рь — женский монастырь Александровской епархии Русской православной церкви, расположенный в деревне Хмелево Киржачского района Владимирской области.

## История
Скорбященская община в Покровском уезде основана в 1902 году в деревне Хмелево Фуниковской волости, вблизи реки Шередарь. Уроженец этих мест, московский купец второй гильдии и почётный гражданин Москвы, Иван Михайлович Мешков, по личной инициативе и на собственные средства основал монастырь во имя иконы Божией Матери «Всех скорбящих Радость». Земля для постройки монастыря была подарена местными крестьянами. В общине был один храм в честь иконы Богоматери «Всех Скорбящих Радость» — деревянный, домовый, построенный в 1901-1903гг. архитектором И. Т. Барютиным, с примыкавшими к нему настоятельскими покоями, устроенными в бывшем усадебном доме. В церкви был четырёхъярусный иконостас, в котором находились 73 большие иконы. В советское время, при закрытии храма, они пропали, сохранилась только икона великомученицы Екатерины, в честь которой освящён 31 декабря 2000 года домовый храм в келейном корпусе монастыря.
От каменных Святых ворот (тоже разрушенных) мимо келейного корпуса аллея приводит к каменной колокольне, в первом ярусе которой существовали маленький храм Успения Божией Матери (алтарь разобран) и усыпальница. Гостиница и дома причта были деревянными. Монастырь окружала деревянная ограда, по её периметру шли аллеи берёз и дубов. Вся площадь монастыря была засажена плодовыми деревьями. Колокольня сложена из кирпича, изготовленного на устроенном в монастыре кирпичном заводе. С неё после закрытия монастыря сняли 9 колоколов. Завод в 1919 году реквизировали.
Ежегодно в Скорбященской общине совершались три крестных хода: 26 июля — в день закладки храма, 4 сентября — в память его освящения и 24 октября — в престольный праздник обители. В 1921 году в монастыре было 72 монашествующих, которые для своего пропитания основали сельскохозяйственную артель. В примечании к сведениям о земельной собственности монастыря за 1921 год чьей-то сочувствовавшей монахиням рукой было написано: «На этой земле они трудятся для своего пропитания, личным трудом добывают себе пищу, отопление и фураж для скота… Монахини и послушницы в монастыре буквально бедные и из крестьянского происхождения, разных губерний, частью сироты, не имея родственников, и трудятся физическим трудом».
Сохранились келейный корпус, построенный в 1903 году из кирпича, изготовленного на монастырском заводе, и огромный камень, на котором записаны события связанные с возникновением монастыря.
Монастырь был закрыт в 1924 году (по другим данным в 1928-м), монахини изгнаны, и есть данные о том, что часть из них была вывезена принудительно и расстреляна. Настоятельница, игуменья Мелетина, умерла поблизости от монастыря в деревне Халино. На месте женской обители разместилась колония для малолетних преступников. Впоследствии на территории монастыря поочередно размещались школа, сельсовет, клуб, кинотеатр, библиотека. Деревянный храм иконы Божией Матери «Всех Скорбящих Радость» был продан на своз, игуменский корпус (бывший усадебный дом) в новейшее время сгорел. Разобраны хозяйственные постройки, ограда, дома причта, гостиница, часовня.
В 2000 году монастырь был передан Русской Православной Церкви, тогда же возобновилась в нём монашеская деятельность. В настоящее время к келейному корпусу пристроена колокольня. 3 апреля 2001 года решением Священного Синода Русской православной церкви было благословлено открытие Скорбященского женского монастыря в деревне Хмелево Киржачского района Владимирской области для возрождения в нём монашеской жизни.